# Parepilysta semperi
Parepilysta semperi là một loài bọ cánh cứng trong họ Cerambycidae.